# Westside Story (album)
Westside Story – album promocyjny amerykańskiego rapera The Game’a. Został wydany w 2004 roku. Nagrany by promować swój debiutancki album The Documentary.

## Lista utworów
1. „Westside Story” (Remix) (Featuring Snoop Dogg, 50 Cent)
2. „Nothing But a Game Thang”
3. „If You Want It”
4. „The Games” (Featuring Jim Jones, Juelz Santana)
5. „State Your Name, Gangsta” (Featuring Cassidy, Lil’ Flip)
6. „Compton 4 Life” (Featuring MC Eiht)
7. „Westside Connection” (Featuring Joe Budden, Stack Bundles)
8. „Black Wallstreet Gangsta”
9. „Died Too Soon”
10. „Living in Compton”
11. „Street Dreams” (Featuring Fabolous)
12. „Wanna Put Me Under”
13. „My Confessions” (Featuring Lil’ Eazy E)
14. „A Million and One Bad Habits”
15. „The Whole City Behind Us” (Featuring Ludacris, Kanye West)
16. „Put Ur Gunz in the Air”
17. „Still Crusin” (Featuring Eazy-E)
18. „Make Em Stomp” (Featuring Ludacris, Young Buck)
19. „2 of Americaz Most Wanted” (Featuring Fabolous)
20. „Feel My Pain” (Featuring Lil Scrappy)
21. „I Got That Feeling”
22. „Certified Gangstas” (Featuring Jim Jones, Cam’ron)
23. „Get Your Money Right"